# Nuno Isidro Nunes Cordeiro
Nuno Isidro Nunes Cordeiro (* 8. September 1964 in A dos Cunhados) ist ein portugiesischer römisch-katholischer Geistlicher und Weihbischof in Lissabon.

## Leben
Nuno Isidro Nunes Cordeiro studierte Philosophie und Katholische Theologie an der Katholischen Universität Portugal in Lissabon. Am 1. Juli 1990 empfing er in der Klosterkirche des Mosteiro dos Jerónimos durch den Patriarchen von Lissabon, António Kardinal Ribeiro, das Sakrament der Priesterweihe für das Patriarchat von Lissabon.
Nach der Priesterweihe war Nuno Isidro Nunes Cordeiro zunächst als Pfarrer der Pfarreien Nossa Senhora da Luz in Carvoeira und São Domingos in Carmões (1990–1996) sowie Nossa Senhora dos Anjos in Vila Verde dos Francos (1991–1996) tätig. Zudem wirkte er von 1993 bis 1996 als Pfarrvikar der Pfarreien Nossa Senhora da Encarnação in Olhalvo, Santa Quitéria in Meca, Nossa Senhora das Virtudes in Ventosa, Nossa Senhora dos Prazeres in Aldeia Galega da Merceana, Santa Maria Madalena in Aldeia Gavinha und São Miguel in Pereiro de Palhacana sowie als stellvertretender Dechant des Dekanats Torres Vedras. 1996 wurde er für weiterführende Studien nach Rom entsandt, wo er 1998 an der Päpstlichen Universität Gregoriana ein Lizenziat im Fach Spiritualität erwarb. Nach der Rückkehr in seine Heimat wirkte Nuno Isidro Nunes Cordeiro als Spiritual an den Priesterseminaren São José in Estoril (1998–1999 und 2001–2017) und Cristo Rei in Olivais (ab 2017) sowie am Kleinen Seminar Nossa Senhora da Graça in Póvoa de Penafirme (1999–2001). Ab 2011 fungierte er als Generalvikar des Patriarchats von Lissabon. Zudem leitete er von 2012 bis 2018 die Kulturabteilung des Patriarchats. Außerdem war er bereits ab 2001 geistlicher Assistent der Auxiliares do Apostolado und ab 2011 auch Domherr an der Kathedrale von Lissabon. Darüber hinaus gehörte er ab 2011 dem Priesterrat des Patriarchats von Lissabon an.
Am 14. Juni 2024 ernannte ihn Papst Franziskus zum Titularbischof von Sebarga und zum Weihbischof in Lissabon. Der Patriarch von Lissabon, Rui Manuel Sousa Valério SMM, spendete ihm und Alexandre Coutinho Lopes de Brito Palma am 21. Juli desselben Jahres in der Klosterkirche des Mosteiro dos Jerónimos die Bischofsweihe; Mitkonsekratoren waren der emeritierte Patriarch von Lissabon, Manuel Kardinal Clemente, und der Präfekt des Dikasteriums für die Kultur und die Bildung, José Tolentino Calaça de Mendonça. Sein Wahlspruch Gratis accepistis, gratis date („Umsonst habt ihr empfangen, umsonst sollt ihr geben“) stammt aus Mt 10,8 .